# 李氏朝鮮の行政区画
李氏朝鮮の行政区画（りしちようせんのぎょうせいせいくかく）は、全国を八道に分け村の規模により地方官の等級を調整し、小さい郡県を統合して全国に約330個余りの郡県を置いて成立していた。高麗時代まで特殊行政区域だった県、郷、部曲も一般郡県に昇格させた。
王朝の初期には高麗の制度をそのまま踏襲したが1413年(太宗13年)に八道を敷いた。この区画は以後若干の変更はあったが、概して朝鮮王朝の末期まで維持され、1895年(高宗32年)に府・郡・県を廃止して郡守を置く一方、八道を二十三府制に改め府に観察使を置いた。しかし翌年には再び旧制により十三道制を敷くなど大幅な改編を行った。

## 管制

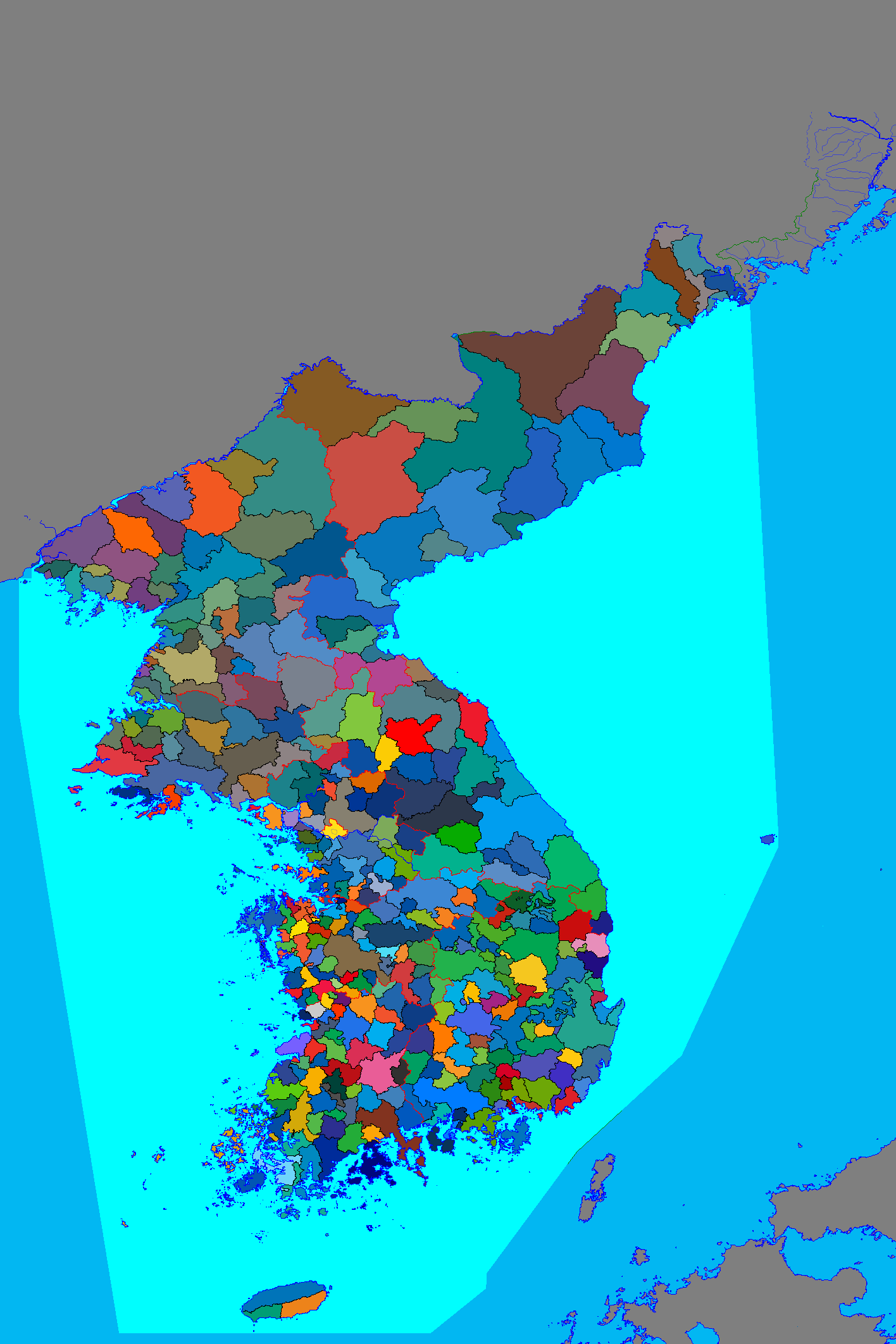
1865年頃の朝鮮の行政区域

朝鮮王朝の地方官は外官と言い、そのトップは道の観察使であり、その下に守令の府尹・大都護府使・牧使・都護府使・郡守・県令・県監などがいた。高麗とは違い全ての郡県に地方官を派遣した。
観察使の職務は本来管下各地を巡回査察して守令の行跡と民間の実情などを観察することにあり、一定の去処はなく単身で巡歴したため、観察使の職は必ず巡察使を兼ねることになっていた。観察使の地方行政を補佐するために中央から派遣される官員に経歴・都事・判官・中軍・検律などがいた。
守令中で次に高位なのが府尹で観察使と同格であり、観察使所在地の府尹はたいてい観察使が兼ねていた。大都護府は府尹に次ぐ第二級地方長官で、本来都護という制度は漢と唐の制度であり軍事上鎮護がその役割だったが朝鮮の場合には地方区画上の名称に過ぎなかった。
牧使は府尹・大都護府使に次ぐ地方官として郡邑の名前が州になったところ約20箇所の区画名を牧と言い、その長官を使といった。
都護府使は牧使に次ぐ第四級地方官として全国に約80箇所、郡守は第五級地方官として約80箇所であった。
これら正式地方官制の行政権以外に観察使、兵使・水使と大邑の守令はその幕僚として裨将を置き、また郷校の指導のために府・牧には無禄官の教授、郡・県には無禄官の訓導がいた。
この外に地方行政官で交通行政に関する特殊職の察訪・駅丞・渡丞などがいた。観察使および守令の事務は中央管制の縮図として吏・戸・礼・兵・刑・工の六房での分掌と、土着の吏属を任用し、吏胥または衙前と呼ばれた。また地方官庁の限界として、中央官における六曹と相応するように六房になっていたが、地方の特定の房が中央の連携機関である曺のように直接的統制や緊密な連携を持ってはいなかった。これら地方官庁の六房は議政府や六曹とは内外職間の位階の差はあっても直接的な縦的命令系統が確立されず、道の観察使が国王の直接的な指揮監督を受け、また郡の守令が観察使の直接的な指揮監督を受けており、これら六房は各々観察使と守令の補助機関に過ぎなかった。

## 行政区画

### 八道
管轄する行政区画は各項目に記載
- 漢城府
- 京畿道
- 江原道
- 慶尚道
- 全羅道
- 忠清道
- 平安道
- 咸鏡道
- 黄海道